# Ortozija (luna)
Ortozija (grško ?: Ortozija) je Jupitrov naravni satelit (luna). Spada med nepravilne lune z retrogradnim gibanjem. Je članica Anankine skupine Jupitrovih lun, ki krožijo okoli Jupitra v razdalji od 19,3 do 22,7 Gm in imajo naklon tira okoli 150°. 
Luno Ortozijo je leta 2001 odkrila skupina astronomov, ki jo je vodil Scott S. Sheppard z Univerze Havajev. Prvotno so jo označili kot S/2003 J 9. Znana je tudi kot Jupiter XXXV. Ime je dobila po Ortoziji iz grške mitologije, ki je bila ena izmed hor tretje generacije, hčerke Zevsa in Temide . 
Luna Ortozija ima premer okoli 2 km in obkroža Jupiter v povprečni razdalji 20,568.000 km. Obkroži ga v  622 dneh in 13 urah in 26 minutah po krožnici z veliko izsrednostjo.  Naklon tira ima okoli 142° (glede na ekliptiko) oziroma 143 ° (glede na ekvator Jupitra). 
Njena gostota je ocenjena na 2,6 g/cm3, kar kaže, da je sestavljena iz kamnin. Verjetno je ostanek razpadlega asteroida. 
Njen navidezni sij je 23,1 m.